# Denise Zich

Denise Zich (2010)

Denise Zich (* 7. Dezember 1975 in Wolfen) ist eine deutsche Schauspielerin und ehemalige Sängerin.

## Leben
Denise Zich wuchs in Berlin auf. Sie modelte zum Beginn ihrer Karriere für Calvin Klein und erhielt ihre erste Chance als Schauspielerin in der RTL-Soap Gute Zeiten, schlechte Zeiten, in der sie 1995 gemeinsam mit ihren Bandkollegen von Just Friends eine mehrmonatige Nebenrolle hatte. 1996 verließ sie die Band.
Im Jahr 1996 moderierte sie mit Benedikt Weber die Sendung Pumuckl TV.
Nach weiteren Fernsehrollen spielte sie 1999 in ihrem ersten Kinofilm Schlaraffenland an der Seite von Heiner Lauterbach, Franka Potente und Jürgen Tarrach. Gute Kritiken erntete sie für ihre Darstellung der jungen Modedesignerin Valerie Landau in dem deutsch-österreichischen Fernsehmehrteiler Liebe, Lügen, Leidenschaften, wo sie an der Seite von Maximilian Schell und Barbara Sukowa spielte.
Im Jahre 2001 erhielt Denise Zich den österreichischen Fernsehpreis Romy in der Kategorie Beliebtester weiblicher Shootingsstar. 2007 war sie in den Kinos im Film Schwere Jungs von Marcus H. Rosenmüller zu sehen. Im Jahr 2010 gehörte sie in ihrer Rolle als Dr. Isabel Dahl zum Ensemble der Serie In aller Freundschaft. Gelegentlich ist sie als Synchronsprecherin tätig.
Zich lebt in der Nähe von Berlin und ist seit 2001 mit ihrem Schauspielkollegen Andreas Elsholz verheiratet. Beide haben einen Sohn (* 2003).

## Filmografie

### Filme
- 1997: Sexy Lissy
- 1999: Der Todeszug
- 1999: Schlaraffenland
- 2000: Am Ende siegt die Liebe
- 2001: Abschied in den Tod
- 2001: Ein mörderischer Plan
- 2002: Adelsromanzen: Die Kristallprinzessin
- 2002: Tatort – Totentanz
- 2004: Der Bulle von Tölz: Krieg der Sterne
- 2004: Vakuum
- 2004: Rosamunde Pilcher – Wege der Liebe
- 2004: Sterne über Madeira
- 2005: Utta Danella – Eine Liebe in Venedig
- 2005: Meine große Liebe
- 2005: Inga Lindström – Im Sommerhaus
- 2006: Heute fängt mein Leben an
- 2006: Schwere Jungs
- 2006: Lilly Schönauer – Die Stimme des Herzens
- 2007: Im Tal der wilden Rosen: Herz im Wind
- 2008: Eine Liebe im Zeichen des Drachen
- 2008: Ein Ferienhaus in Schottland
- 2009: Rosamunde Pilcher – Herzenssehnsucht
- 2010: Geschichten aus den Bergen – Das Geheimnis der Wolfsklamm
- 2010: Das Traumhotel – Sri Lanka
- 2010: Sind denn alle Männer Schweine?
- 2011: Rosamunde Pilcher – Sonntagskinder
- 2011: Die geerbte Familie
- 2012: Inga Lindström: Sommer der Erinnerung
- 2013: Rosamunde Pilcher – Die versprochene Braut
- 2013: Engel der Gerechtigkeit: Ärztepfusch
- 2015: Rosamunde Pilcher – Wahlversprechen und andere Lügen
- 2017: Rosamunde Pilcher – Nie wieder Klassentreffen
- 2018: Das Traumschiff – Malediven
- 2020: Der Ranger – Paradies Heimat – Entscheidungen

### Fernsehserien
- 1995–1996: Gute Zeiten, schlechte Zeiten (Daily-Soap, 54 Folgen)
- 1996–1997: Alle zusammen – jeder für sich (Daily-Soap)
- 1997: Dr. Sommerfeld – Neues vom Bülowbogen (Folge 1x01)
- 1998: First Love – Die große Liebe (Fernsehreihe)
- 1998: Mordkommission (Folge 1x01)
- 1998: Einsatz Hamburg Süd (Folge 2x03)
- 1999: Die Cleveren (Folge 1x04)
- 1999–2007: Siska (8 Folgen)
- 2000: Die Motorrad-Cops – Hart am Limit (Folge 2x01)
- 2001: Kommissar Rex (Folgen 7x09)
- 2001: SOKO Leipzig (Folge 1x05)
- 2001–2009: Der Alte (5 Folgen, verschiedene Rollen)
- 2001: Klinikum Berlin Mitte – Leben in Bereitschaft (Folge 2x12)
- 2002: Ein Fall für zwei (Folge 22x07)
- 2002–2003: Liebe, Lügen, Leidenschaften (6 Folgen)
- 2004: Der Bulle von Tölz (Folge 1x48)
- 2004, 2019: Familie Dr. Kleist (Folge 1x05, 8x16)
- 2004–2005: Siebenstein (Folgen 1x186, 1x192)
- 2006: Agathe kann’s nicht lassen (Folge 2x03)
- 2009: Der Bergdoktor (Folge 2x01)
- 2009: Geld.Macht.Liebe (10 Folgen)
- 2010: Countdown – Die Jagd beginnt (Folge 1x03)
- 2010: In aller Freundschaft (15 Folgen)
- 2014: SOKO Köln (Folge 10x22)
- 2015: SOKO München (Folge 40x14)
- 2016: Ein Fall von Liebe (Folge 1x11)
- 2017: Der Staatsanwalt (Folge 12x06)
- 2020: In aller Freundschaft – Die jungen Ärzte (Folge 6x06)
- 2022: Der Schiffsarzt (Fernsehserie)
- 2023: SOKO Stuttgart (Folge 15x03)